# Ремза
Ремза — река в России, протекает в Арбажском районе Кировской области. Устье реки находится в 4,4 км по правому берегу реки Арбаж. Длина реки составляет 11 км.
Исток реки находится восточнее деревни Мосуны (Шембетское сельское поселение) в 10 км к северу от посёлка Арбаж. Течёт на юг, крупных притоков и населённых пунктов на берегах не имеет. Впадает в Арбаж в 4 км к северо-востоку от посёлка Арбаж.

## Данные водного реестра
По данным государственного водного реестра России относится к Камскому бассейновому округу, водохозяйственный участок реки — Вятка от города Котельнич до водомерного поста посёлка городского типа Аркуль, речной подбассейн реки — Вятка. Речной бассейн реки — Кама.
По данным геоинформационной системы водохозяйственного районирования территории РФ, подготовленной Федеральным агентством водных ресурсов:
- Код водного объекта в государственном водном реестре — 10010300412111100037129
- Код по гидрологической изученности (ГИ) — 111103712
- Код бассейна — 10.01.03.004
- Номер тома по ГИ — 11
- Выпуск по ГИ — 1